# 忠実表現
数学、特に表現論という抽象代数学の一分野において、群 G のベクトル空間 V 上における忠実表現（ちゅうじつひょうげん、英: faithful representation）ρ とは、G の異なる元 g が GL(V) の異なる線型写像 ρ(g) に対応する線型表現のことである。
より抽象的な言葉では、これは群準同型
ρ: G → GL(V)
が単射であることを意味する。あるいは核 Ker(ρ) が自明であると言い換えることもできる。
たとえば正則表現は忠実表現のひとつである。
注意：G の体 K 上の表現は事実上 K[G] 加群と同じである（K[G] は群 G の群環を表す）が、G の忠実表現が群環の忠実加群であるとは限らない。実は任意の忠実 K[G] 加群は G の忠実表現であるが、逆は成り立たない。例えば対称群 Sn の置換行列による n 次元の自然表現を考えると、これは確かに忠実であるが、群の位数は n! である一方 n × n 行列の全体は n2 次元のベクトル空間をなすので、n が 4 以上であれば、次元勘定により（24 > 16 だから）置換行列の間に線型独立性が生じなければならず、したがって群環上の加群は忠実ではない。

## 性質
有限群 G の標数 0 の代数閉体 K 上の表現 V が（表現として）忠実であることと G の任意の既約表現が十分大きい n に対して SnV（表現 V の n 次対称冪）の部分表現として生じることは同値である。また、V が（表現として）忠実であることと G の任意の既約表現が十分大きい n に対して
{\displaystyle V^{\otimes n}=\underbrace {V\otimes V\otimes \cdots \otimes V} _{n{\text{ times}}}}
（表現 V の n 次テンソル冪）の部分表現として生じることは同値である。